# Rodrigo Neves
Rodrigo Neves Barreto (São Gonçalo, 28 de junho de 1976) é um político brasileiro filiado ao Partido Democrático Trabalhista (PDT). É o atual prefeito de Niterói, cargo que ocupa desde janeiro de 2025 e ocupou anteriormente entre 2013 e 2020, em dois mandatos consecutivos. Também atuou como vereador e deputado estadual.

## Biografia
Nascido em São Gonçalo, Rodrigo cresceu no Fonseca, Zona Norte de Niterói. Ele é um dos quatro filhos de Edison Rodrigues Barreto e Luiza Neves Barreto, ambos professores que lecionaram por décadas em instituições de ensino do município. Seu pai, falecido em março de 2021, foi reconhecido como uma lenda no ensino de matemática, tanto na rede pública quanto na privada, e participou da fundação do antigo Colégio São José, hoje Seminário Arquidiocesano de Niterói, no bairro São Lourenço. Sua mãe, além de professora, também foi diretora de escolas públicas na Zona Norte do município.
Rodrigo concluiu sua formação educacional básica em Niterói, tendo estudado no Instituto Maia Vinagre e nos colégios Acadêmico e Itapuca. Foi neste último, durante o ensino médio, que ele despertou interesse pela política, tornando-se líder da União Niteroiense dos Estudantes (UNES). Também foi nesse período que ele passou a atuar nas comunidades mais pobres do município, ao ingressar na Pastoral da Juventude da Igreja Católica.
À frente do movimento estudantil, Rodrigo participou de manifestações políticas para cobrar gratuidade nos ônibus para alunos de escolas e universidades públicas da cidade, contra o aumento abusivo das mensalidades escolares e foi um dos líderes do "Movimento Caras-Pintadas”.
Ainda na adolescência, iniciou seu relacionamento com a pedagoga Fernanda Sixel, com quem é casado. Dessa união, tornou-se pai de três filhos.
Rodrigo é formado em Ciências Sociais pela Universidade Federal Fluminense.

## Carreira política

### 1996-2005: Vereador de Niterói
A carreira política de Rodrigo Neves teve início oficialmente em 1996, quando se candidatou a vereador em Niterói pelo Partido dos Trabalhadores. Com 20 anos de idade, embora não tenha sido eleito inicialmente, ficou na primeira suplência com 1.997 votos e assumiu a Secretaria de Assistência Social de Niterói. Em 1998, tornou-se o vereador mais jovem da cidade, com apenas 21 anos. Durante seu mandato, lutou pela meia-entrada em eventos culturais e pelo passe livre nos ônibus. Foi também o responsável pela iniciativa que estabeleceu a criação do Conselho Municipal dos Direitos das Pessoas Portadoras de Deficiência (COMDDPPD).
Em 2000, foi reeleito vereador com 3.487 votos. Durante seu mandato, assumiu a Secretaria de Integração e Cidadania, através da qual esteve à frente de projetos voltados à inclusão social e à melhoria das condições de vida da população niteroiense. Entre esses, houve projetos para o acolhimento de menores em situação de vulnerabilidade social e de atendimento móvel para portadores de deficiência.
Em 2004, Rodrigo foi novamente reeleito vereador, desta vez com 6.086 votos, a maior votação daquela eleição.

### 2006-2011: Deputado estadual e Secretário de Estado
Em 2006, foi eleito deputado estadual com 41.288 votos, sendo o mais votado em Niterói. Na ALERJ, trabalhou para igualar os direitos de Niterói aos do Rio de Janeiro na participação dos royalties de petróleo, o que aumentou significativamente a arrecadação da cidade. Durante o mandato, também presidiu a comissão especial criada pela assembleia para acompanhar as obras do Programa de Aceleração do Crescimento (PAC).
Em 2008, Neves disputou pela primeira vez o cargo de prefeito de Niterói, sendo derrotado por Jorge Roberto Silveira.
Foi reeleito deputado estadual em 2010. Em 2011, assumiu a Secretaria de Estado de Assistência Social e Direitos Humanos, onde atuou para minimizar os impactos da tragédia na Região Serrana, distribuindo donativos para os desabrigados e coordenando o pagamento do aluguel social. Como secretário, lançou os programas Renda Melhor e Renda Melhor Jovem, além de inaugurar o Centro de Referência da Juventude e revitalizar o Restaurante Cidadão de Niterói.

### 2013-2020: Prefeito de Niterói
Em 2012, Rodrigo Neves foi eleito, no segundo turno, prefeito de Niterói com 132.001 votos (52,55%). Durante seu primeiro mandato, investiu na recuperação de áreas verdes e na criação de novos espaços públicos. Entre as obras de sua primeira gestão, incluem-se a criação do Centro Integrado de Segurança Pública (CISP), a revitalização do Horto do Fonseca, a reforma dos hospitais Getulinho e Mário Monteiro, e a construção do Skatepark de São Francisco, então a terceira maior do país. Em 2015, iniciou as obras da Transoceânica, um ambicioso projeto de mobilidade urbana que mudou a geografia de Niterói, integrando a Zona Sul à Região Oceânica.
Em abril de 2014, o Tribunal de Contas do Estado do Rio de Janeiro (TCE-RJ) multou o então prefeito Neves por irregularidades no atendimento às vítimas das chuvas de abril de 2010, período em que ele era secretário estadual de Assistência Social e Direitos Humanos do município. Ele foi penalizado por falha no acompanhamento e fiscalização da concessão de aluguel social, no âmbito do Programa Morar Seguro, entre agosto e dezembro de 2011. A denúncia foi revista pelo próprio TCE-RJ, que anulou a multa.
Em 2016, pelo Partido Verde, Rodrigo foi reeleito prefeito com 130.473 votos (58,58%) no segundo turno, sendo o único prefeito da Região Metropolitana do Rio de Janeiro a conseguir a reeleição naquele ano. Um dos marcos de sua gestão foi a inauguração do túnel Charitas-Cafubá, uma obra de grande importância para a mobilidade urbana na região, aguardada há sete décadas. A obra, com 1.350 metros de extensão, foi executada em 14 meses e consumiu 600 mil quilos de explosivos. Mais de 3 mil toneladas de rochas foram retiradas, das quais 70% foram reutilizadas na obra da Transoceânica.

### Prisão por suposta participação em esquema de corrupção

#### Acusação e prisão
Em dezembro de 2018, Rodrigo Neves foi preso preventivamente sob a acusação de corrupção e organização criminosa, num dos desdobramentos da Operação Lava Jato. O Ministério Público do Estado do Rio de Janeiro (MP-RJ) se baseou numa delação premiada do empresário Marcelo Traça, ex-presidente da Fetranspor, que citava o nome de Rodrigo num suposto esquema que envolveria o pagamento de mais de 10 milhões de reais em propina a agentes públicos da cidade. A prisão de Rodrigo foi decretada pelo desembargador Luiz Noronha Dantas e realizada no dia 10 de dezembro de 2018, em uma operação batizada de Alameda. A decisão também determinou o afastamento de Rodrigo do cargo de prefeito eleito de Niterói, em seu segundo mandato.
Preso às vésperas do recesso judiciário, Rodrigo teve seu pedido de habeas corpus negado e ficou detido por 93 dias.

#### Liberdade e extinção do processo
Em 12 de março de 2019, o Tribunal de Justiça do Estado do Rio de Janeiro (TJRJ) concedeu habeas corpus por 6 votos a 1, devido à falta de provas. Assim, no dia 13 de março de 2019, Rodrigo Neves foi libertado e, no dia seguinte, reassumiu a Prefeitura de Niterói.
Em julho de 2022, a 3ª Vara Cível da Comarca de Niterói extinguiu o processo a pedido do próprio MP-RJ, que não encontrou evidências para sustentar a acusação. Em 13 de dezembro de 2023, o Superior Tribunal de Justiça (STJ) negou, por unanimidade, um recurso do Ministério Público e manteve a rejeição da denúncia contra Rodrigo Neves pelo crime de organização criminosa.
Rodrigo foi defendido pelo advogado criminalista Técio Lins e Silva, que destacou a natureza política da prisão. Juristas como Carol Proner, Luiz Eduardo Cardozo e Tarso Genro consideraram a prisão de Rodrigo como um caso de lawfare, onde a Justiça é usada de forma ilegítima para atingir adversários políticos.
São quase cinco anos do início do processo e nunca fui ouvido. Omitiram os dados do Coaf que afirmavam que não havia nenhuma movimentação suspeita nas minhas contas, ou naquelas dos meus familiares, e os dados do Ministério Público Federal, dizendo não haver nenhum elemento que corroborasse a falsa delação premiada. Também mentiram sobre a minha esposa, pois falaram que ela era dona de uma empresa de ambulâncias chamada Toesa, envolvida com a Lava Jato, sobre a qual a gente nunca tinha ouvido falar. Depois de três meses e de terem feito tudo o que fizeram, se desculparam e disseram que foi um equívoco.

Em 10 de dezembro de 2018, dia da diplomação de Jair Bolsonaro, aconteceu o meu sequestro, é assim que eu chamo. Eu nunca tinha sido levado para prestar esclarecimentos e estava em pleno exercício do mandato conferido por milhares de cidadãos. Apenas três horas após minha prisão, a extrema-direita entrou com um pedido de impeachment e de novas eleições em Niterói, porque o meu vice havia sido eleito deputado e renunciado à vice-prefeitura. O autor da denúncia citava trechos da denúncia que estava em segredo de Justiça. Trechos sobre os quais eu só tive conhecimento uma semana depois. Mas o TJ, por 6 a 1, reverteu essa decisão monocrática e eu voltei ao mandato no início de 2019.— Rodrigo Neves, em entrevista a CartaCapital publicada no dia 25 de março de 2022
O caso foi retratado na obra Golpe Derrotado — A Verdade Sobre a Conspiração para Destruir Rodrigo Neves e Capturar a Prefeitura de Niterói, do jornalista PH de Noronha. Nela, o jornalista aponta uma série de ilegalidades da operação do Ministério Público do Rio que levou Neves à prisão.

### Acusação de fraude em licitações
Em dezembro de 2020, o Ministério Público Federal (MPF) denunciou Rodrigo Neves e outras oito pessoas, que foram acusadas de envolvimento em um esquema de corrupção que incluía fraudes em contratos públicos e licitações durante seu mandato. A ação, entregue ao Tribunal Regional Federal da 2ª Região (TRF2), aponta que ele e outros envolvidos teriam manipulado processos licitatórios para favorecer empresas específicas, além de realizar pagamentos indevidos a conselheiros do Tribunal de Contas do Estado do Rio de Janeiro (TCE/RJ) para aprovar o edital da Transoceânica. De acordo com o TCE/RJ, auditorias identificaram irregularidades nas licitações e nos aditivos contratuais, resultando em prejuízos aos cofres públicos superiores a 60 milhões de reais.
Em outubro de 2022, Rodrigo se tornou réu no processo, que ainda está em andamento.

### 2022: Candidatura a Governador
Já filiado ao Partido Democrático Trabalhista (PDT), Neves se candidatou ao cargo de governador do Rio de Janeiro em 2022. Nessa candidatura, teve o ex-presidente da OAB, Felipe Santa Cruz, como candidato a vice-governador. Ele ficou em terceiro lugar na disputa eleitoral, com 672.291 votos. Neves foi o candidato mais votado em Niterói, único município do estado onde o governador reeleito Cláudio Castro não obteve a maioria dos votos.

### 2023-2024: Secretaria Executiva e candidatura a prefeitura de Niterói
Em janeiro de 2023, a convite do prefeito Axel Grael, Rodrigo assumiu a Secretaria Executiva da Prefeitura de Niterói. Deixou o cargo em abril de 2024, ao ser indicado como pré-candidato à prefeitura do município, concorrendo pela quarta vez ao posto. Sua candidatura foi oficializada pelo PDT, tendo como vice de sua chapa a atleta e medalhista olímpica Isabel Swan, filiada ao Partido Verde.
Na eleição municipal, Neves foi o candidato mais votado no primeiro turno, obtendo 136.064 votos (48,47%), e foi eleito no segundo turno, derrotando o deputado federal Carlos Jordy, com 156.067 votos (57,2%).

## Prêmios e reconhecimentos administrativos
Em 2016, Rodrigo Neves recebeu o 9º Prêmio Prefeito Empreendedor do Sebrae pelo projeto "Niterói Empreendedora – Construindo a Melhor Cidade para se Viver e Ser Feliz".
Já em outubro de 2020, ele recebeu um prêmio de reconhecimento da Organização das Nações Unidas, do Congresso Smart City e da Fira de Barcelona pela atuação de Niterói no combate à pandemia de COVID-19. O município foi considerado uma das quatro cidades mais inteligentes da América Latina pela resposta rápida à pandemia.
Sua gestão levou Niterói a alcançar a melhor colocação no ranking estadual de transparência do Ministério Público Federal (MPF) em 2015. Já em 2017, o município obteve nota 10 na Escala Brasil Transparente, realizada pela Controladoria-Geral da União (CGU), que tem como objetivo medir a transparência pública de estados e municípios brasileiros.

## Legado
Entre as obras e melhorias que Rodrigo Neves deixou para Niterói na área da saúde, destacam-se a reabertura do Hospital Getúlio Vargas Filho, o Getulinho,  e a entrega da nova emergência do hospital. Além disso, foram realizadas a reforma e ampliação do Hospital Mário Monteiro. Durante seu mandato, Neves também inaugurou o Hospital Municipal Oceânico de Niterói, o primeiro hospital público do Brasil exclusivo para o tratamento de pacientes com coronavírus.
Na educação, Rodrigo Neves investiu na construção de 26 novas escolas, criando 5 mil novas vagas na rede municipal de ensino. Além disso, liderou a municipalização dos Centros Integrados de Educação Pública (CIEPs), integrando essas unidades à rede municipal de ensino, o que garantiu a gestão direta das escolas pela prefeitura.
Outra iniciativa de municipalização foi a do Restaurante Popular Jorge Amado, assegurando a continuidade do serviço para a população de baixa renda, oferecendo refeições a preços acessíveis.
No que diz respeito à mobilidade urbana, destacam-se a entrega do túnel Charitas-Cafubá, sem a necessidade de cobrança de pedágio aos motoristas, como era idealizado pelos governos anteriores; a revitalização da Avenida Marquês do Paraná, principal acesso à Ponte Rio-Niterói, que incluiu a duplicação da via, além da implantação de ciclovia e pista exclusiva para ônibus em ambos os sentidos; a conclusão das obras do Mergulhão da Marquês do Paraná, que estavam paradas há anos; a duplicação da Rua Benjamin Constant e as intervenções no Mergulhão da Praça da Renascença. No âmbito da mobilidade sustentável, Rodrigo implantou o Bicicletário Arariboia, o primeiro bicicletário coberto do município.

## Desempenho eleitoral
| Ano  | Eleição                    | Partido | Cargo             | Votos   | %                 | Resultado  | Ref.    |
| ---- | -------------------------- | ------- | ----------------- | ------- | ----------------- | ---------- | ------- |
| 1996 | Municipal de Niterói       | PT      | Vereador          | 1.997   |                   | Suplente   | [ 12 ]  |
| 2000 | Municipal de Niterói       | PT      | Vereador          | 3.483   | 1,37%             | Eleito     | [ 19 ]  |
| 2004 | Municipal de Niterói       | PT      | Vereador          | 6.086   | 2,33%             | Reeleito   | [ 22 ]  |
| 2006 | Estadual do Rio de Janeiro | PT      | Deputado Estadual | 41.288  | 0,51%             | Eleito     | [ 23 ]  |
| 2008 | Municipal de Niterói       | PT      | Prefeito          | 62.666  | 22,62% (1º Turno) | Não eleito | [ 30 ]  |
| 2010 | Estadual do Rio de Janeiro | PT      | Deputado Estadual | 38.856  | 0,52%             | Reeleito   | [ 31 ]  |
| 2012 | Municipal de Niterói       | PT      | Prefeito          | 105.829 | 39,35% (1º Turno) | Eleito     | [ 39 ]  |
| 2012 | Municipal de Niterói       | PT      | Prefeito          | 132.001 | 52,55% (2º Turno) |            | [ 39 ]  |
| 2016 | Municipal de Niterói       | PV      | Prefeito          | 109.531 | 47,98% (1º Turno) | Reeleito   | [ 47 ]  |
| 2016 | Municipal de Niterói       | PV      | Prefeito          | 130.473 | 58,59% (2º Turno) |            | [ 47 ]  |
| 2022 | Estadual do Rio de Janeiro | PDT     | Governador        | 672.291 | 8,00% (1º Turno)  | Não eleito | [ 111 ] |
| 2024 | Municipal de Niterói       | PDT     | Prefeito          | 136.064 | 48,47% (1º Turno) | Eleito     | [ 112 ] |
| 2024 | Municipal de Niterói       | PDT     | Prefeito          | 156.067 | 57,20% (2º Turno) |            | [ 112 ] |